# Ilhéu das Cabras
Ilhéu das Cabras is een eilandje in de Golf van Guinee. Het ligt net ten noorden van Sao Tomé vlak bij de nationale luchthaven en maakt deel uit van de republiek Sao Tomé en Principe.
Het eiland kent geen permanente bewoning. Administratief valt het eiland onder de provincie Sao Tomé en het district Lobata.
Provincies: Sao Tomé (Sao Tomé) · Principe (Santo António)
Districten: Água Grande (Sao Tomé) · Cantagalo (Santana) · Caué (São João dos Angolares) · Lembá (Neves) · Lobata (Guadalupe) · Mé-Zóchi (Trindade) · Pagué (Santo António)
Eilanden: Ilhéu Bom Bom · Ilhéu das Cabras · Ilhéu Caroço · Principe · Ilhéu das Rolas · Ilhéu de Santana · Sao Tomé · Tinhosa Grande · Tinhosa Pequena